# Băng tần V
Băng tần V (băng vee) là dải tần số vô tuyến từ 50 GHz tới 70 GHz trong phổ điện từ. Băng V không được ứng dụng nhiều, ngoại trừ cho nghiên cứu radar sóng mm và các nghiên cứu khoa học khác. Không nên nhầm lẫn với dải tần 600–1000 MHz của Band-V (băng 5) nằm trong dải tần UHF.
Băng V cũng được dùng cho các hệ thống thông tin sóng mm mặt đất dung lượng cao. Ở Mỹ, Ủy ban Truyền thông Liên bang ấn định băng tần từ 57 tới 64 GHz cho các hệ thống không dây không li-xăng. Những hệ thống này chủ yếu dùng cho thông tin khoảng cách gần (dưới 1,4 km), dung lượng cao. Ngoài ra, tần số 70, 80 và 90 GHz được phân bổ như băng tần "giấy phép yếu" cho thông tin không dây đa gigabit. Tất cả các liên kết thông tin trong băng V yêu cầu giữa hai thiết bị phát sóng và thu sóng không bị cản trở, fading do mưa phải được tính vào quỹ năng đường truyền.

## Ứng dụng nổi bật
Ngày 15/12/1995, tần số 60 GHz của băng V được dùng cho thông tin liên lạc liên kết ngang đầu tiên trên thế giới giữa các vệ tinh trong cụm vệ tinh. Kiểu thông tin này được thực hiện giữa các vệ tinh quân sự Milstar 1 và Milstar 2 của Mỹ.

## Các băng tần sóng cực ngắn khác
Phổ sóng cực ngắn thường được định nghĩa là phổ điện từ trong dải tần số 1.0 GHz đến 30 GHz, nhưng một số định nghĩa cũ hơn tính cả các tần số thấp hơn. Hầu hết các ứng dụng phổ biến trong dải tần 1,0 đến 30 GHz. Các băng tần số sóng cực ngắn, được định nghĩa bởi Hiệp hội Vô tuyến Anh (RSGB), được thể hiện trong bảng dưới đây. Chú ý là các tần số trên 30 GHz thường được gọi là "sóng mm". Tần số 30 GHz tương ứng với bước sóng 10 mm, hay 1 cm.
| Băng tần L  | 1 tới 2 GHz     |
| Băng tần S  | 2 tới 4 GHz     |
| Băng tần C  | 4 tới 8 GHz     |
| Băng tần X  | 8 tới 12 GHz    |
| Băng tần Ku | 12 tới 18 GHz   |
| Băng tần K  | 18 tới 26,5 GHz |
| Băng tần Ka | 26,5 tới 40 GHz |
| Băng tần Q  | 30 tới 50 GHz   |
| Băng tần U  | 40 tới 60 GHz   |
| Băng tần V  | 50 tới 75 GHz   |
| Băng tần E  | 60 tới 90 GHz   |
| Băng tần W  | 75 tới 110 GHz  |
| Băng tần F  | 90 tới 140 GHz  |
| Băng tần D  | 110 tới 170 GHz |

Chú thích: "Băng tần P " đôi khi được dùng không chính xác cho băng tần Ku. "P" có nghĩa là "previous" (trước) là băng tần radar dùng ở Anh có dải tần 250 đến 500 MHz, hiện nay băng tần hoàn toàn lỗi thời theo tiêu chuẩn 521 của IEEE, xem  và  Lưu trữ ngày 14 tháng 7 năm 2014 tại Wayback Machine. Đối với các định nghĩa khác, xem Letter Designations of Microwave Bands